# Cebrià Montserrat i Roig
Cebrià Montserrat i Roig (Olesa de Montserrat, 1886 - Barcelona, 1962) fou un eclesiàstic i humanista català. Doctorat en teologia i filosofia a Roma va ser canonge de la catedral de Barcelona i des del 1915 professor de teologia moral i catedràtic al Seminari Conciliar de Barcelona. Fou traductor de la Fundació Bíblica Catalana i de la Fundació Bernat Metge.
Durant la Dictadura de Primo de Rivera fou durament perseguit. Va col·laborar intensament a Criterion, revista trimestral de filosofia apareguda l'any 1925 a Barcelona i que, fins a l'any 1936 va enriquir el panorama de les publicacions científiques a Catalunya, limitades sovint a disciplines mèdiques o a ciències naturals.
Després de la guerra exercí les funcions de censor eclesiàstic del bisbat de Barcelona i publicà, només en castellà, versions bíbliques, un missal romà i diversos manuals d'ensenyament del dogma i de la moral cristiana. A Olesa de Montserrat hi té dedicat un carrer.